# Louis François Cauchy
 (septembre 2019).
Si vous disposez d'ouvrages ou d'articles de référence ou si vous connaissez des sites web de qualité traitant du thème abordé ici, merci de compléter l'article en donnant les références utiles à sa vérifiabilité et en les liant à la section « Notes et références ».
Louis François Cauchy, Chevalier Cauchy (27 mai 1760 à Rouen-28 décembre 1848 à Arcueil) est un haut fonctionnaire français, père du mathématicien Augustin Louis Cauchy.
Il est aussi connu comme poète néo-latin, auteur d'odes en l'honneur de Napoléon.

## Biographie
Né à Rouen le 27 mai 1760, dans une famille de la bourgeoisie d'Ancien Régime, Louis François fait de brillantes études au collège de Lisieux à Paris où il obtint en 1777 le prix d'honneur du concours général.
Avocat au parlement de Normandie, il est remarqué en 1783 par l'intendant de Rouen Louis Thiroux de Crosne qui le prend pour secrétaire. Lorsque l'Intendant est nommé Lieutenant général de Police de Paris en 1785, Louis François devient son premier commis jusqu'à la Révolution.
Il épouse en octobre 1787 Marie-Madeleine Desestre, née en 1767 d'une famille d'officiers parisiens, qui lui donnera quatre enfants. 
Privé de son principal soutien lors de l'exécution de Thiroux de Crosne en avril 1794, Louis François se tient à l'écart de l'administration publique jusqu'à l'avènement de Napoléon Bonaparte. Il part en 1792 pour Arcueil avec sa femme et leurs deux fils, craignant la Terreur, et revient à Paris à la fin de celle-ci, en juillet 1794. 
En 1800, il est élu Garde du sceau au Sénat, secrétaire et archiviste de la chambre des pairs. Il sera anobli en 1825 par Charles X, et s'éteint à Arcueil le 28 décembre 1848. 
Les Cauchy portent « d'argent à la tour d'azur semée d'un coq hardi de même ».

### Œuvres
- Ode latine adressée au Premier Consul de la République Française, Napoléon Bonaparte. Avec une traduction française. Paris, Didot l'Aîné, an X (1802)
- Le rétablissement du culte catholique. Ode latine adressée à Sa Majesté l'Empereur des Français. Avec une traduction française. Paris, Didot l'Aîné, an XII (1804)
- Sur la rupture du Traité d'Amiens par les Anglais. Ode latine à Sa Majesté Napoléon, Empereur des Français et Roi d'Italie.. Avec une traduction française.
- La Légion d'Honneur, ode latine. Avec une traduction française. Paris, P. Didot l'Aîné. Frimaire an XIV (Décembre 1805).
- La marche de la Grande Armée. Ode latine. Avec une traduction française. Paris, Didot l'Aîné. Frimaire an XIV (Décembre 1805).
- La bataille d'Austerlitz, dithyrambe latin. Avec une traduction française. Paris, P. Didot l'Aîné, février 1806
- Napoleone al Danubio, Canzone dal Colonello Giuseppe Grobert ... con l'imitazione in versi Francesi dal Signor de Wailly .. e la traduzione in versi eroici latini dal Signor Cauchy, Archivista del Senato e Membro della Legion d'Onore. Parigi, Presso Molini, L'anno XIV (1805)